# Női 4 × 100 méteres gyorsúszás a 2005. évi nyári európai ifjúsági olimpiai fesztiválon
A 2005. évi nyári európai ifjúsági olimpiai fesztiválon az úszás női 4 × 100 méteres gyorsúszás versenyeit július 4-én rendezték, Lignano Sabbiadoróban.

## Előfutamok
| H  | F | Nemzet                | Név | E       | Mj |
| -- | - | --------------------- | --- | ------- | -- |
| 1  | 2 | Egyesült Királyság    |     | 3:56.65 | Q  |
| 2  | 3 | Németország           |     | 3:57.14 | Q  |
| 3  | 2 | Olaszország           |     | 3:59.24 | Q  |
| 4  | 3 | Magyarország          |     | 3:59.39 | Q  |
| 5  | 1 | Svédország            |     | 4:00.35 | Q  |
| 6  | 1 | Franciaország         |     | 4:01.80 | Q  |
| 7  | 1 | Oroszország           |     | 4:01.81 | Q  |
| 8  | 2 | Belgium               |     | 4:02.76 | Q  |
| 9  | 3 | Görögország           |     | 4:06.70 |    |
| 10 | 1 | Lengyelország         |     | 4:06.99 |    |
| 11 | 1 | Spanyolország         |     | 4:07.20 |    |
| 12 | 2 | Dánia                 |     | 4:07.73 |    |
| 13 | 2 | Portugália            |     | 4:09.40 |    |
| 14 | 2 | Szlovénia             |     | 4:12.13 |    |
| 15 | 2 | Írország              |     | 4:12.81 |    |
| 16 | 3 | Románia               |     | 4:13.49 |    |
| 17 | 3 | Horvátország          |     | 4:14.29 |    |
| 18 | 1 | Szerbia és Montenegró |     | 4:14.53 |    |
| 19 | 3 | Törökország           |     | 4:16.28 |    |
| 20 | 3 | San Marino            |     | 4:17.76 |    |
| 21 | 1 | Izland                |     | 4:17.87 |    |
| 22 | 3 | Finnország            |     | 4:22.80 |    |

## Döntő
| H     | Nemzet             | Név                                                                    | E       | Mj |
| ----- | ------------------ | ---------------------------------------------------------------------- | ------- | -- |
| Arany | Egyesült Királyság | Elisabeth Simmonds Chloe Hart Ellen Gandy Lauren Collins               | 3:53.72 |    |
| Ezüst | Németország        | Lisa Vitting Laura Vanek Sina Sutter Uta Muller                        | 3:56.78 |    |
| Bronz | Magyarország       | Kovács Emese Oláh Gerda Tompa Orsolya Kovács Anett                     | 3:57.15 |    |
| 4     | Svédország         | Nathalie Lindborg Ninni Arvidsson Paulina Sjoholm Josefine Karlsson    | 3:57.70 |    |
| 5     | Olaszország        | Elisa Cimarosto Caterina Brighi Eleonora Tafi Cinzia Sciocchetti       | 3:58.79 |    |
| 6     | Franciaország      | Malaguie Delarbre Elsa Trujillo Delph Scorpolini - Roche Margaux Fabre | 4:01.84 |    |
| 7     | Oroszország        | Oxana Shlapakova Yulia Fedos'kina Daria Lyashenko Elena Sokolova       | 4:02.97 |    |
| 8     | Belgium            | Charlotte Maes Julie Bauwens Laurence Lambot Joliene Sijsmans          | 4:03.45 |    |